# Sumbersari (Ciparay)
Sumbersari is een bestuurslaag in het regentschap Bandung van de provincie West-Java, Indonesië. Sumbersari telt 14.969 inwoners (volkstelling 2010).